# Villers-en-Cauchies
Villers-en-Cauchies ist eine französische Gemeinde mit 1.148 Einwohnern (Stand: 1. Januar 2022) im Département Nord in der Region Hauts-de-France; sie gehört zum Arrondissement Cambrai und zum Kanton Caudry. 

## Geographie
Die Gemeinde Villers-en-Cauchies liegt im Süden der Landschaft Hennegau, etwa zwölf Kilometer ostnordöstlich von Cambrai und 16 Kilometer südwestlich von Valenciennes. Umgeben wird Villers-en-Cauchies von den Nachbargemeinden Haspres im Norden, Saulzoir im Nordosten und Osten, Saint-Aubert im Südosten und Süden, Avesnes-les-Aubert im Süden und Südwesten, Rieux-en-Cambrésis im Südwesten, Iwuy im Westen sowie Avesnes-le-Sec im Nordwesten. Durch die Gemeinde führt eine Römerstraße (Chaussée Brunehaut).

## Bevölkerungsentwicklung
| Jahr                       | 1962 | 1968 | 1975 | 1982 | 1990 | 1999 | 2006 | 2012 | 2021 |
| Einwohner                  | 1371 | 1422 | 1420 | 1266 | 1203 | 1185 | 1205 | 1259 | 1161 |
| Quellen: Cassini und INSEE |      |      |      |      |      |      |      |      |      |

## Sehenswürdigkeiten

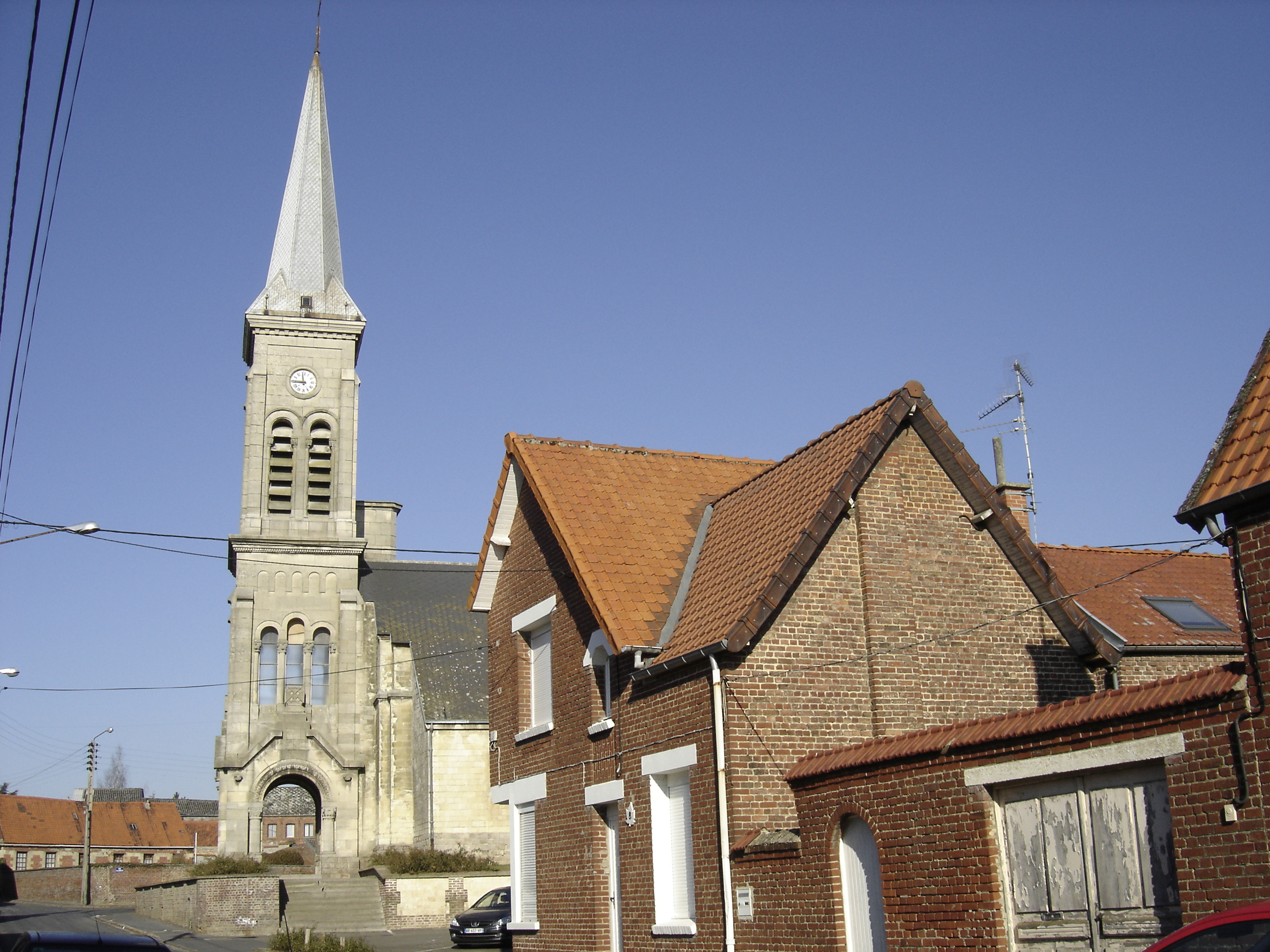
Kirche St. Martin
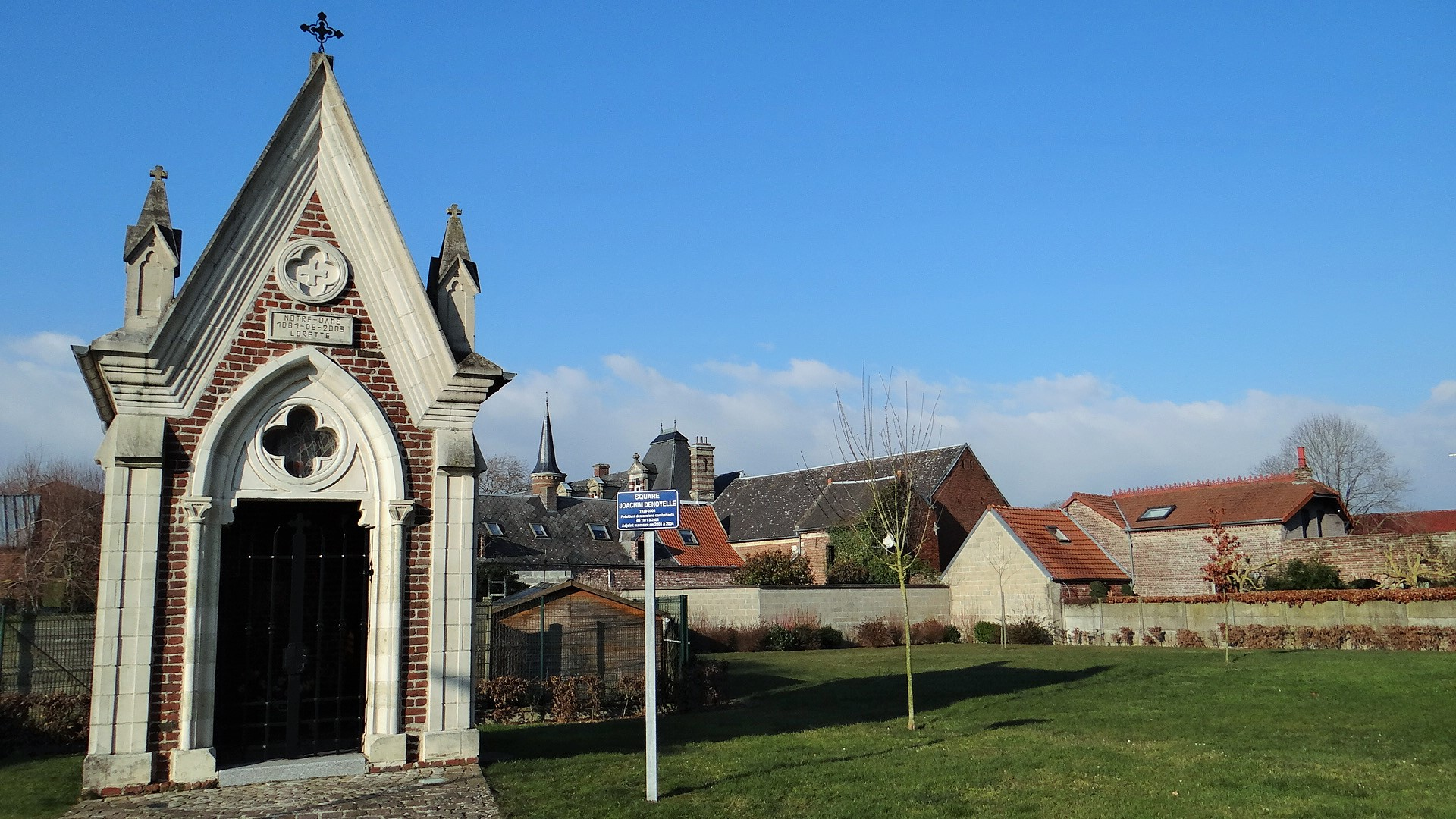
Lorettokapelle
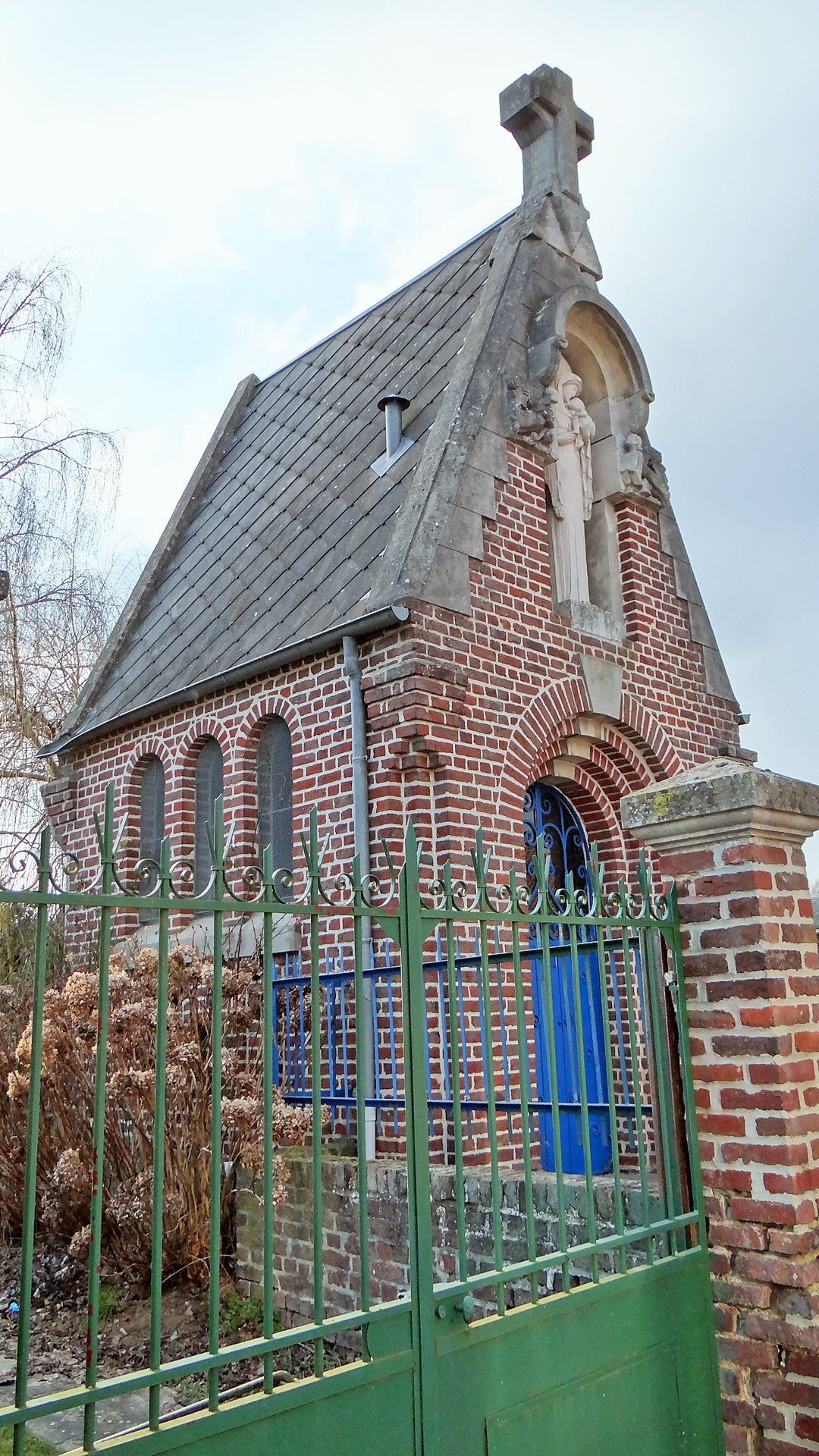
Kapelle
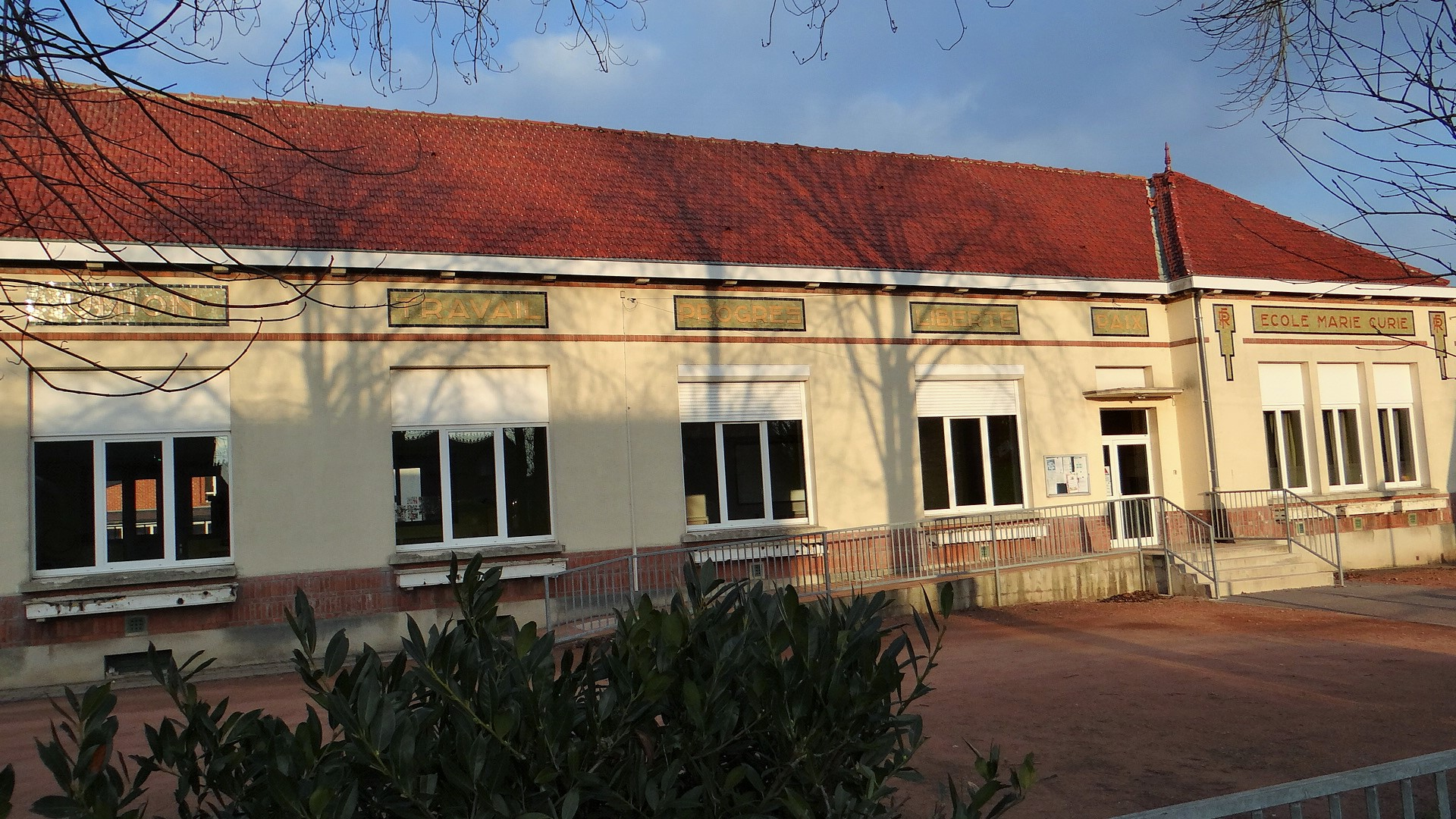
Marie-Curie-Schule
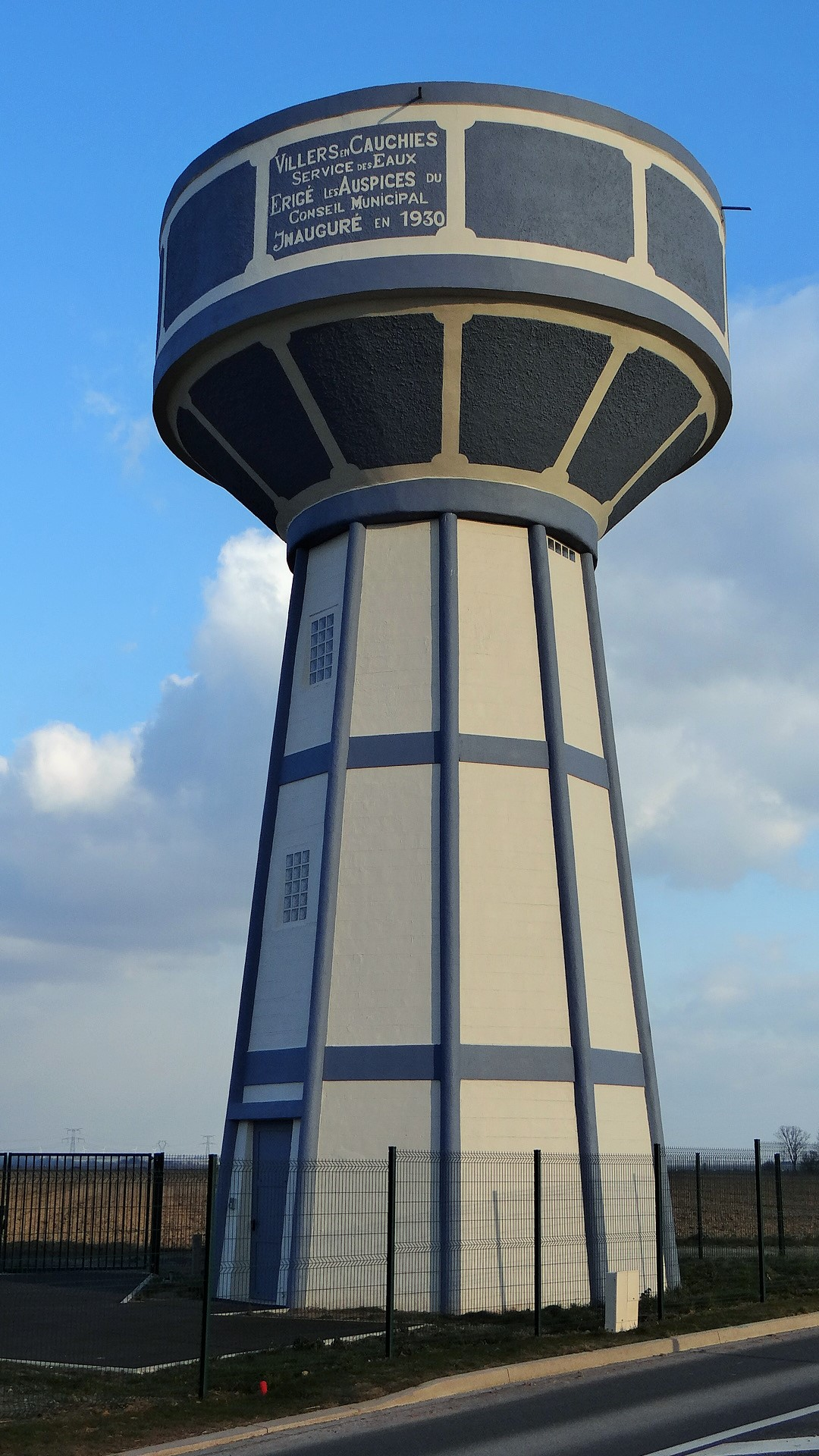
Wasserturm
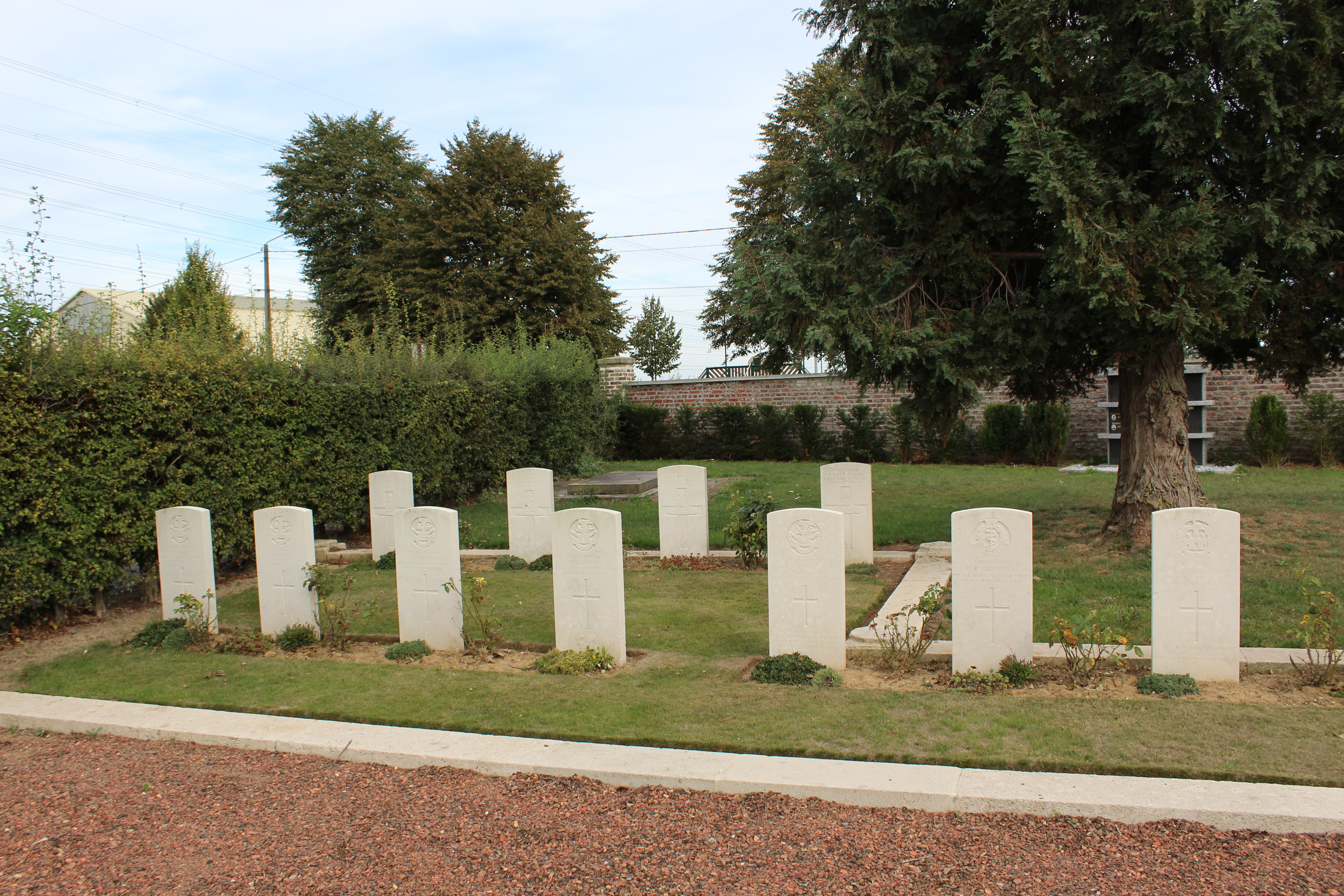
Soldatenfriedhof des Commonwealth
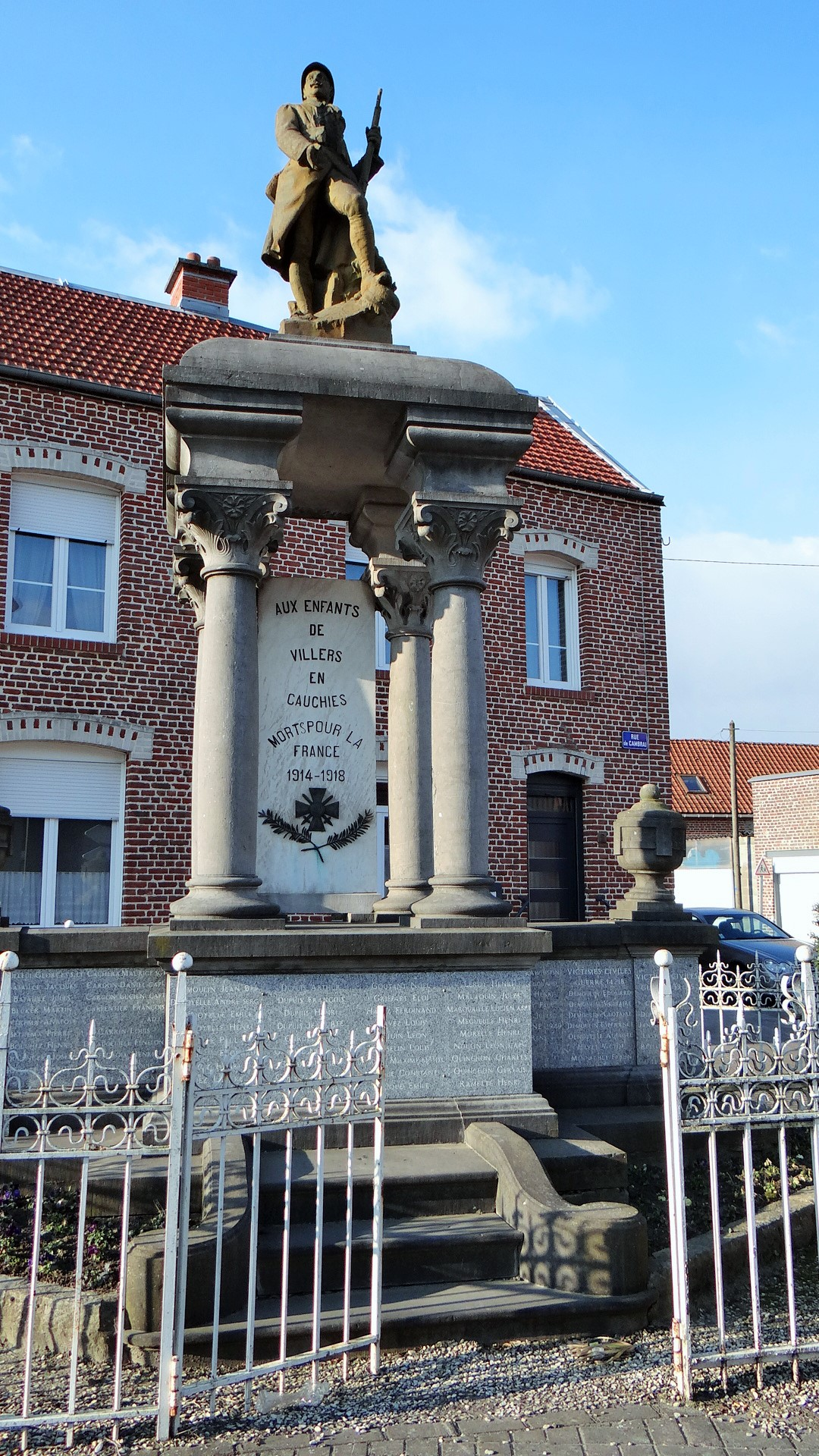
Gefallenendenkmal

- Kirche St. Martin
- Lorettokapelle
- Kapelle
- Marie-Curie-Schule
- Wasserturm
- Commonwealth-Soldatenfriedhof
- Gefallenendenkmal